# Завиша Јањић
Завиша Јањић (Чачак, 26. фебруар 1949 — Вашингтон, 30. март 2019) био је српски научник и истраживач атмосферске науке и метеорологије.

## Биографија
Рођен је у Чачку, где је матурирао у чачанској гимназији као ђак генерације, добивши једини  новоустаљену – Вукову диплому. Дипломирао је на Природно-математичком односно Физичком факултету Универзитета у Београду. Магистрирао (1974) је и докторирао (1977) је на Загребачком свеучилишту. Радио је најпре у Београду, у Републичком и Савезном хидрометеоролошком заводу. Као редован професор, извесно време је провео на београдском Физичком факултету. Средином седамдесетих радио је у Европском центру за средњорочну прогнозу времена, затим на Универзитету у Хамбургу, и потом прешао у САД, где је истраживања наставио у Националном метеоролошком центру у Универзитетској корпорацији за атмосферска истраживања (UCAR) у Вашингтону. Од 2009. године радио је у Националном центру за истраживања животне средине (NCEP).
Његов научни рад је од почетка био усредсређен на проблеме математичког моделирања атмосфере, тј. на развој нумеричких модела за прогнозу времена. Његови научни доприноси сачињавају теоријску основу тзв. регионалних модела атмосфере, који се користе широм света – конкретно, за краткорочну временску прогнозу користи се модел Ета, Завише Јањића, а нови NMM модел је постао оперативан у метеоролошкој пракси САД.
Предвидео је наилазак тропског циклона Изабел 2003, и Сенди, 2012. године. Истраживања су му углавном усмерена ка изналажењу комплексних физичко-математичких модела, тј. парцијалних нелинеарних диференцијалних једначина које би у прецизним просторно-временским координатама могле поуздано да предвиде и опишу испољавање великих временских непогода. 
Током скоро тридесет година Завиша Јањић је био тежак инвалид, квадриплегичар у колицима, са врло ограниченим покретима. (Након саобраћајне несреће и тешке повреде кичме). Помоћ и подршку имао је од своје супруге Гордане и њихове две ћерке.

## Награде
Многобројне награде обележиле су његов професионални живот, чија је круна сигурно била најпрестижнија међународна награда у области метеорологије и атмосферских наука, Годишња награда Светске метеоролошке организације, аналогно Нобеловој награди у другим научним дисциплинама, која му је додељена 23. маја 2013. у Женеви. Новчани део ове награде проф. Јањић је определио за формирање фонда при Српској академији наука и уметности, а у сарадњи са Физичким факултетом успостављена је двогодишња награда за најбољи мастер рад из области нумеричког моделирања атмосфере, награда проф. др Завише Јањића, чији је новчани део обезбеђен из овог фонда. Оваква несебична одлука о формирању фонда и успостављаљу награде, јасно показује његово разумевање потребе за безрезервном подршком младим истраживачима на почецима њихове каријере.
Председник Светске метеоролошке организације (WMO) Дејвид Грајмс и генерални секретар Mишел Жаро су професору Јањићу уручили  престижно признање за изванредан допринос у развоју теорије и праксе моделирања атмосфере и нумеричке прогнозе времена и за вишедеценијски допринос метеорологији. У образложењу о додели награде је написано: 
„У знак признања за његове изванредне дугогодишње доприносе на унапређењу теорије и праксе моделирања атмосфере и нумеричке временске прогнозе, а посебно за развој генерација атмосферских модела заснованих на својим иновативним нумеричким схемама и схемама параметризације које се користе за истраживање и временске прогнозе широм света инспиришући рад многих научника и стварајући прогнозе које стижу до милиона корисника.”
Имајући у виду ко су све били лауреати, добијањем IMO награде професор Јањић се сврстао међу највеће метеорологе свих времена, а теоријска и практична вредност његових научних достигнућа драгоцена је за читаво човечанство, па се с правом може рећи да је професор Јањић научник светских размера. Захваљујући дугогодишњој успешној сарадњи са професором Јањићем, као и разумевању директора NCEP, господина Учелинија, у Републичком хидрометеоролошком заводу је у оперативну праксу уведен Јањићев нумерички модел за прогнозу времена.
Поред ове награде, Јањић је 1978. добио награду Светске метеоролошке организације за младе научнике (WMO Research Award for Encouragement of Young Scientists from RA VI (Europe)), 1981. године награду Светске метеоролошке организације фонда Боривоје Добриловић за истраживања у метеорологији (WMO Borivoje Dobrilović Trust Fund Research Award in Meteorology) и 2007, Награду Америчког метеоролошког друштва (American Meteorological Society Francis W. Reichelderfer Award) за изузетне доприносе развоју и имплементацији NCEP модела за прогнозу времена у ограниченој области (Еtа и NММ).

## Чланство у стручним удружењима
Завиша Јањић је био члан Комисије за атмосферске науке Светскe метереолошкe организације; Међународног савета научних унија; Научног саветодавног комитета Европског центра за средњорочну прогнозу времена, и др.
У Српској академији наука и уметности био је члан ван радног састава од 23.10.1997, а дописни члан од 8.6.2000, уз приступну беседу „Нови приступ развоју нехидростатичких атмосферских модела“ од 10.10.2001.